# Włodzimierz Zonn
Włodzimierz Zonn (ur. 14 listopada 1905 w Wilnie, zm. 28 lutego 1975 w Warszawie) – polski astronom, współtwórca warszawskiej szkoły astronomicznej.

## Życiorys

### Pochodzenie i kariera
Włodzimierz Zonn urodził się w rodzinie kurlandzkich Niemców jako syn Karola (dyrektora węzła kolejowego) i Elżbiety, z domu Ruppel. Miał dwóch braci: Grzegorza (ur. 1900) i Aleksandra (ur. 1902), który został księdzem katolickim oraz siostrę Marię (1903–1937), romanistkę, żonę malarza Eugeniusza Briańskiego. Uczęszczał do szkół w różnych miastach Rosji. Uczył się m.in. w rosyjskiej szkole kadetów w Pskowie. Język polski przyswoił sobie w wieku 16 lat. W 1924 zdał egzamin dojrzałości jako ekstern przed komisją Kuratorium Okręgu Szkolnego w Wilnie. W latach 1925–1931 studiował na Wydziale Matematyczno-Przyrodniczym Uniwersytetu Stefana Batorego (USB) w Wilnie. Przy przyjmowaniu na studia zadeklarował, że jest narodowość polską. Astronomii uczył go prof. Władysław Dziewulski. W 1927 został zastępcą asystenta na USB (jeden etat dzielił z Wilhelminą Iwanowską i Jerzym Jacyną; od następnego roku każde z nich miało swoje zatrudnienie). Magisterium uzyskał w 1931, a doktorat obronił w 1935 na podstawie pracy relacjonującej wyniki fotograficznych obserwacji 4 gwiazd zmiennych w gwiazdozbiorze Jaszczurki (opublikowanej w 1933 w Bulletin de l’Observatoire Astronomique de Vilno). W 1936 uczestniczył w wyprawie do Grecji na obserwacje całkowitego zaćmienia Słońca. Od 1 września 1938 pracował w Obserwatorium Astronomicznym Uniwersytetu Warszawskiego i prowadził obserwacje w obserwatorium na szczycie Pop Iwan. 
W 1939 jako podporucznik rezerwy został zmobilizowany i walczył w  kampanii wrześniowej. Został wzięty przez Niemców do niewoli i był osadzony w Oflagu VII A Murnau. Był uwięziony przez cały okres trwania II wojny światowej. W oflagu prowadził wykłady dokształcające z astronomii, matematyki i języka rosyjskiego. Razem z malarzem Bohdanem Urbanowiczem był współzałożycielem obozowych liceów ogólnokształcącego i matematyczno-przyrodniczego. Nie przyznał się do niemieckiego pochodzenia, co pozwoliłoby mu opuścić obóz. Po oswobodzeniu z obozu przebywał krótko w Paryżu. We wrześniu 1945 powrócił do Warszawy i prowadził wykłady z astronomii ogólnej na Uniwersytecie Warszawskim (UW) oraz fizyki i matematyki na Politechnice. W 1946 opublikował skrypt Astronomia ogólna, przygotowany podczas uwięzienia w oflagu. Wydanie ponowiono w 1949. W 1947 otrzymał stypendium Instytutu Szwedzkiego, które umożliwiło mu staż w Obserwatorium Sztokholmskim w Saltsjöbaden pod kierunkiem Bertila Lindblada. W Obserwatorium Sztokholmskim zebrał bogaty materiał spektroskopowy, którego analiza posłużyła mu za podstawę pracy habilitacyjnej. Habilitował się w 1948 na Uniwersytecie Mikołaja Kopernika w Toruniu na podstawie pracy pt. „O przesunięciach linij w widmie δ Cephei”. W 1950 otrzymał docenturę na Uniwersytecie Warszawskim, a następnie stanowisko profesora nadzwyczajnego. Od 1950 jako dyrektor kierował Obserwatorium Astronomicznym UW (funkcję tę pełnił do śmierci w 1975). W latach 1953 i 1960 był dziekanem Wydziału Matematyki-Fizyki-Chemii UW. Od 1954 dodatkowo wykładał matematykę na Wydziale Architektury Wnętrz Akademii Sztuk Pięknych w Warszawie. W 1962 został powołany na stanowisko profesora zwyczajnego. Był również prezesem Polskiego Towarzystwa Astronomicznego (16 grudnia 1952 – 16 grudnia 1955 i 19 września 1963 – 12 lutego 1973). Popierał zakup teleskopu systemu Schmidta-Cassegraina średnicy 90 cm do Obserwatorium Astronomicznego UMK w Piwnicach. Od 1962 przewodniczył Komitetowi Astronomii PAN.  W czerwcu 1968 wszedł w skład Komitetu Honorowego oraz Komitetu Przygotowawczego obchodów 500 rocznicy urodzin Mikołaja Kopernika.
Włodzimierz Zonn był obserwatorem gwiazd zmiennych i specjalistą w dziedzinie astronomii gwiazdowej (analizy rozmieszczenia, kinematyki gwiazd i materii międzygwiazdowej), a także w zakresie astronomii pozagalaktycznej i statystyki astronomicznej. Przez całe życie zawodowe angażował się w popularyzację astronomii. W 1966 otrzymał Nagrodę „Problemów” za osiągnięcia w dziedzinie popularyzowania astronomii.
Zmarł z powodu nowotworu płuc. On i jego żona Elwira Milewska-Zonn (1932–2001) są pochowani na cmentarzu ewangelicko-augsburskim w Warszawie (aleja 60, miejsce 79).

### Życie prywatne
Po raz pierwszy ożenił się z pochodzącą z wileńskiej żydowskiej rodziny kupieckiej Rachelą, z domu Zarecką (1903–1948). Z tego małżeństwa miał córkę Lidię, montażystkę filmów dokumentalnych. W 1949 ożenił się z Krystyną z domu Zgorzelską (1927–2006), więźniarką niemieckiego obozu koncentracyjnego Ravensbrück, studentką socjologii i romanistyki oraz autorką artykułów do „Więzi”. Ich córką była Katarzyna Zonn-Pasternak (1952–2019), tłumaczka i redaktorka. Trzecią żoną Włodzimierza Zonna była Elwira Milewska-Zonn, współautorka kilku jego książek, tłumaczka języka rosyjskiego.
Formalnie był ewangelikiem, ale faktycznie agnostykiem, co nie przeszkadzało mu interesować się religią. Miał lewicowe poglądy polityczne.

### Działalność społeczno-polityczna
W 1932 wstąpił do loży masońskiej „Wolność Przywrócona”. Po 1961 był w loży „Kopernik”, która działała w głębokim utajnieniu. Używał imienia zakonnego Konstanty Wagner.
W latach 50-ych nie przyjął funkcji prezesa stowarzyszenia ateistów.
W 1974 podpisał List 15, w sprawie sytuacji Polaków w ZSRR, czym naraził się władzom Uniwersytetu Warszawskiego posłusznym Polskiej Zjednoczonej Partii Robotniczej. Z tego powodu, rok później, gdy zmarł, na Bramie Głównej Uniwersytetu Warszawskiego nie umieszczono jego nekrologu ani czarnej flagi – wbrew obowiązującemu zwyczajowi.

## Ordery i odznaczenia
- Krzyż Kawalerski Orderu Odrodzenia Polski (19 lipca 1954)[27]

- Medal 10-lecia Polski Ludowej (19 stycznia 1955)[28]

## Upamiętnienie
Od września 1983 Polskie Towarzystwo Astronomiczne wyróżnia wybitnych popularyzatorów astronomii, wręczając im numerowane medale im. Włodzimierza Zonna. Medal numer 0 wręczono wdowie po nim Elwirze Milewskiej-Zonn. Medalem numer 1 odznaczono Stanisława Brzostkiewicza.

## Książki
- 1946: Astrofizyka ogólna,
- 1950: O Słońcu na Ziemi, seria „Biblioteka Fizyczno-Astronomiczna”[29].
- 1957: Astronomia gwiazdowa, wspólnie z Konradem Rudnickim, PWN.
- 1965: Astronomia dziś i wczoraj  – tom 24 serii wydawniczej „Omega”, Warszawa.
- 1966: Astronomia, wspólnie z Elwirą Milewską, Nasza Księgarnia, Warszawa.
- 1968: Kosmologia współczesna, tom 101 serii wydawniczej „Omega”, PWN, Warszawa.
- 1974: Astronomia z perspektywy czasu, „Wiedza Powszechna”.
- 1975: Galaktyki i kwazary, Wydawnictwa Szkolne i Pedagogiczne.